# Hotel Opera
Hotel Opera je budova a hotel v Jaroměřicích nad Rokytnou, nachází se na Komenského náměstí čp. 996, byl postaven ve stylu moderní architektury v roce 1980. Architektem stavby je František Hámal.

## Popis
Budova byla projektována v letech 1977–1980 Františkem Hámalem jako nová dominanta městského centra Jaroměřic nad Rokytnou v blízkosti zámku Jaroměřice nad Rokytnou, hotel a sousední prodejna společnosti Jednota byly postaveny na místě dříve asanovaných domů historické části města. Před budovou byla vybudována i parkovací plocha, která měla umožnit lepší průhled na budovu hotelu. Budova má tři nadzemní podlaží, rozdělené přiznanými pásy oken v druhém a třetím podlaží, okna jsou osově souměrná. Východní fasáda je tvořena z jednokřídlých oken a hnědých panelů se zrcadlovým efektem, jižní fasáda je tvořena z dvoukřídlých oken a brizolitovou omítkou. V jihovýchodním rohu budovy jsou umístěny dva balkony nad sebou. Přízemí budovy je zapuštěno do budovy, je tvořeno okny s hliníkovými rámy a hnědými tónovanými skly, v rohu budovy je hlavní vstup s hranolovými sloupy. Na budově je lesklý obklad s nápisem Hotel Opera tvořeným kovovými písmeny a logem hotelu v podobě hlavy houslí.
Do budovy vede schodiště prostupující všemi podlažími, v exteriéru je tvořeno šedým pohledovým betonem, na vrcholu je ukončeno atikou s vykrojenými křídly s logem hotelu.

## Současnost
V roce 2010 v bývalém správcovském bytě v hotelu Opera působila městská policie Jaroměřic nad Rokytnou. Na podzim roku 2020 byl hotel uzavřen, byl dlouhodobě nerentabilní a situace spojená s pandemií onemocnění covidu-19 urychlila uzavření hotelu. V lednu roku 2021 bylo oznámeno, že budova hotelu je na prodej a zájemcem by mělo být město Jaroměřice nad Rokytnou, které uvažovalo o tom, že by hotel mohl sloužit jako kulturní centrum města se sálem.
V březnu roku 2021 se město rozhodovalo o nákupu hotelu a proběhla anketa mezi obyvateli města, kde se 600 obyvatel vyjádřilo pro to, aby město budovu hotelu za 25 milionů Kč zakoupilo. Cílem bylo v budově otevřít infocentrum, komunitní centrum a posilovnu, provozovat hotel město nechtělo, a tak jej pronajalo společnosti Dajpr, která provozuje podobná zařízení v blízkých městech. Hotel byl otevřen 5. listopadu roku 2021, byly obnoveny i původní bowlingové dráhy a spuštěna bowlingová liga. Město jako majitel hotelu má k dispozici společenské sály pro konání společenských akcí. Přestavba infocentra byla zahájena na počátku roku 2022, v březnu téhož roku byla dokončena.